# Chabuata
Chabuata là một chi bướm đêm thuộc họ Noctuidae.